# Urgedra dissociata
Urgedra dissociata är en fjärilsart som beskrevs av Paul Dognin 1910. Urgedra dissociata ingår i släktet Urgedra och familjen tandspinnare. Inga underarter finns listade i Catalogue of Life.